# James Beaumont Neilson

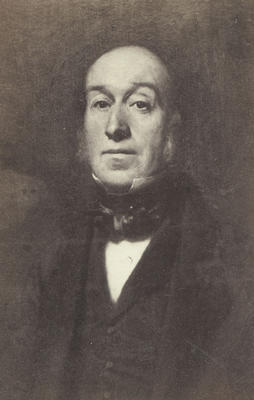
James Beaumont Neilson.

James Beaumont Neilson, född den 22 juni 1792 i Shettleston, Glasgow, död den 18 januari 1865 i Queenshill, Kirkcudbright, var en skotsk uppfinnare.
Neilson uppfann blästring, en delmetod vid framställning av järn.